# آب‌سوار

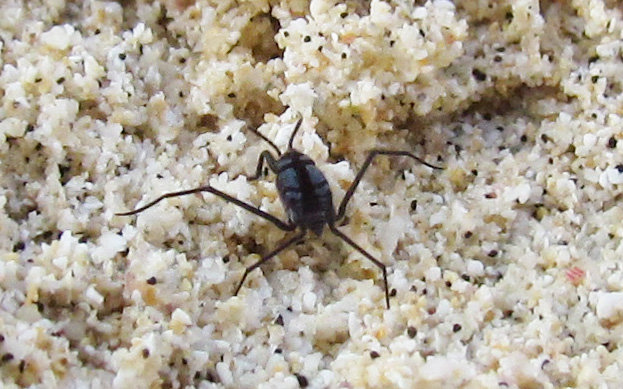

آب‌سواران (Halobates) یا اسکیت‌بازان دریایی (sea skaters) یک جنس با بیش از ۴۰ گونه از آب‌پیمایان هستند. بیشتر گونه‌های آب‌سواران ساحلی هستند و معمولاً در زیستگاه‌های دریاییِ پناه‌دار (زیستگاهی که چند جنس دیگر از آب‌پیمایان نیز در آن زندگی می‌کنند) یافت می‌شوند، اما پنج گونه روی سطح اقیانوس آزاد زندگی می‌کنند و تنها زمانی که طوفان آنها را به ساحل می‌آورد در نزدیکی ساحل یافت می‌شوند.